# Гет-Занд (Утрехт)
Гет-Занд (нід. Het Zand, нід. вимова: [ət ˈsɑnt]) — селище в нідерландській провінції Утрехт. Входить до муніципалітету Утрехт.